# La Voz del Corazón de la Selva
La Voz del Corazón de la Selva (XEXPUJ-AM) es una estación de radio comunitaria indígena que transmite en maya, ch’ol y español desde Xpujil, municipio de Calakmul, en el estado mexicano de Campeche. Está dirigido por el Sistema de Radiodifusoras Culturales Indígenas (SRCI) de la Comisión Nacional para el Desarrollo de los Pueblos Indígenas (CDI).

## Historia
Inicia sus transmisiones el 19 de diciembre de 1995 pero se inaugura el 26 de enero de 1996. Los pueblos indígenas que están bajo la cobertura de la radio son principalmente Choles, mayas, tzeltales y mestizos procedentes de más de 20 estados de la República Mexicana. Por lo que, bajo cobertura de la emisora, conviven también zapotecos, mixes, chontales de tabasco, totonacos, mexicaneros, zoques, tsotsiles entre otros muchos.